# مزوفالوا
مزوفالوا (به مجاری:  Mezőfalva) یک منطقهٔ مسکونی در مجارستان است که در ناحیه دونااوی‌واروش واقع شده‌است. مزوفالوا ۸۰٫۴۲ کیلومتر مربع مساحت و ۴٬۹۲۹ نفر جمعیت دارد.